# Bataille de la rivière Leitha
La bataille de la rivière Leitha survient le 15 juin 1246 près des rives de la Leitha entre les forces du roi Béla IV de Hongrie et du duc Frédéric II d'Autriche. L'armée hongroise est mise en déroute, mais le duc Frédéric est tué, mettant fin aux revendications autrichiennes sur les comtés occidentaux de la Hongrie,. Son emplacement exact est inconnu, selon la description donnée par le minnesinger contemporain Ulrich von Liechtenstein, le champ de bataille peut se situé entre les villes d'Ebenfurth et de Neufeld.

## Contexte
Après leur défaite à la bataille du Lechfeld en 955, les magyars cessent leurs attaques contre la Germanie et s'installent dans l'ancienne province romaine de Pannonie, où ils fondent le royaume de Hongrie. Les territoires adjacents à l'ouest de la Leitha sont incorporés au Saint-Empire romain germanique sous le nom de Marche de Styrie. En 1180, l'empereur Frédéric Barberousse élève les terres styriennes au rang de duché, qui est acquis en 1192 par les ducs autrichiens de la maison de Babenberg.

## Bataille
Dès 1241, le royaume hongrois subit de lourdes pertes lors de l'invasion mongole de l'Europe, qui culmina lors de la désastreuse bataille de Mohi. Le duc Frédéric II de Babenberg, hautain et trop ambitieux, profite de cette faiblesse pour attaquer la Hongrie et s'emparer des comitati (en) occidentaux de Moson, Sopron et Vas. Le roi hongrois Béla IV Árpád parvient cependant à résister à l'invasion autrichienne : soutenu par les hommes de main de son gendre, le prince Rostislav Mikhaïlovitch, il rassemble ses troupes et marche contre les forces de Frédéric, qui sont attaquées à la Leitha et le duc lui-même est tué sur le champ de bataille.

## Conséquences
La bataille marque la fin de la Maison régnante de Babenberg et déclenche un autre conflit (en), pour le règne sur les fiefs impériaux d'Autriche et de Styrie, entre Árpád de Hongrie et le roi de Bohême Ottokar II, conduisant à la bataille de Kressenbrunn en 1260 et à la bataille de Marchfeld en 1278. La rivière Leitha reste la frontière entre l'Autriche et la Hongrie (Cisleithanie et Transleithanie) jusqu'en 1918.